# Heterothrips pectinifer
Heterothrips pectinifer är en insektsart som beskrevs av Ian A. Hood 1915. Heterothrips pectinifer ingår i släktet Heterothrips och familjen Heterothripidae. Inga underarter finns listade i Catalogue of Life.